# Keechaka Vadham
Keechaka Vadham (trad. «El exterminio de Keechaka») es una película muda india de 1917 o 1918 producida, dirigida, filmada y editada por R. Nataraja Mudaliar. La primera película que se hizo en el sur de la India, se rodó en cinco semanas en la casa de producción de Nataraja Mudaliar, India Film Company. Como los miembros del elenco eran tamiles, Keechaka Vadham se considera la primera película tamil. No se sabe que haya sobrevivido ninguna copia impresa, lo que la convierte en una película perdida.
El guion, escrito por C. Rangavadivelu, se basa en un episodio del segmento Virata Parva de la epopeya hindú Mahabharata, que se centra en los intentos de Keechaka de cortejar a Draupadi. La película está protagonizada por Raju Mudaliar y Jeevarathnam como los personajes centrales.
Lanzado a finales de la década de 1910, Keechaka Vadham tuvo éxito comercial y recibió comentarios críticos positivos. El éxito de la película llevó a Nataraja Mudaliar a realizar una serie de películas históricas similares, que sentaron las bases de la industria cinematográfica del sur de la India y lo llevaron a ser reconocido como «el padre del cine tamil». Las obras de Nataraja Mudaliar fueron una inspiración para otros cineastas como Raghupathi Surya Prakasa y J. C. Daniel.

## Trama
Keechaka, el comandante de las fuerzas del rey Virata, intenta cortejar y casarse con Draupadi por cualquier medio necesario; incluso trata de abusar de Draupadi, lo que la lleva a contarle a Bhima, su esposo y uno de los hermanos Pándava, al respecto. Más tarde, cuando Keechaka conoce a Draupadi, ella le pide que se encuentre con ella en un escondite secreto. Llega allí, solo para encontrar a Bhima en lugar de Draupadi; Bhima lo mata.

## Reparto
- Raju Mudaliar como Keechaka.
- Jeevarathnam como Draupadi.

## Producción

### Desarrollo

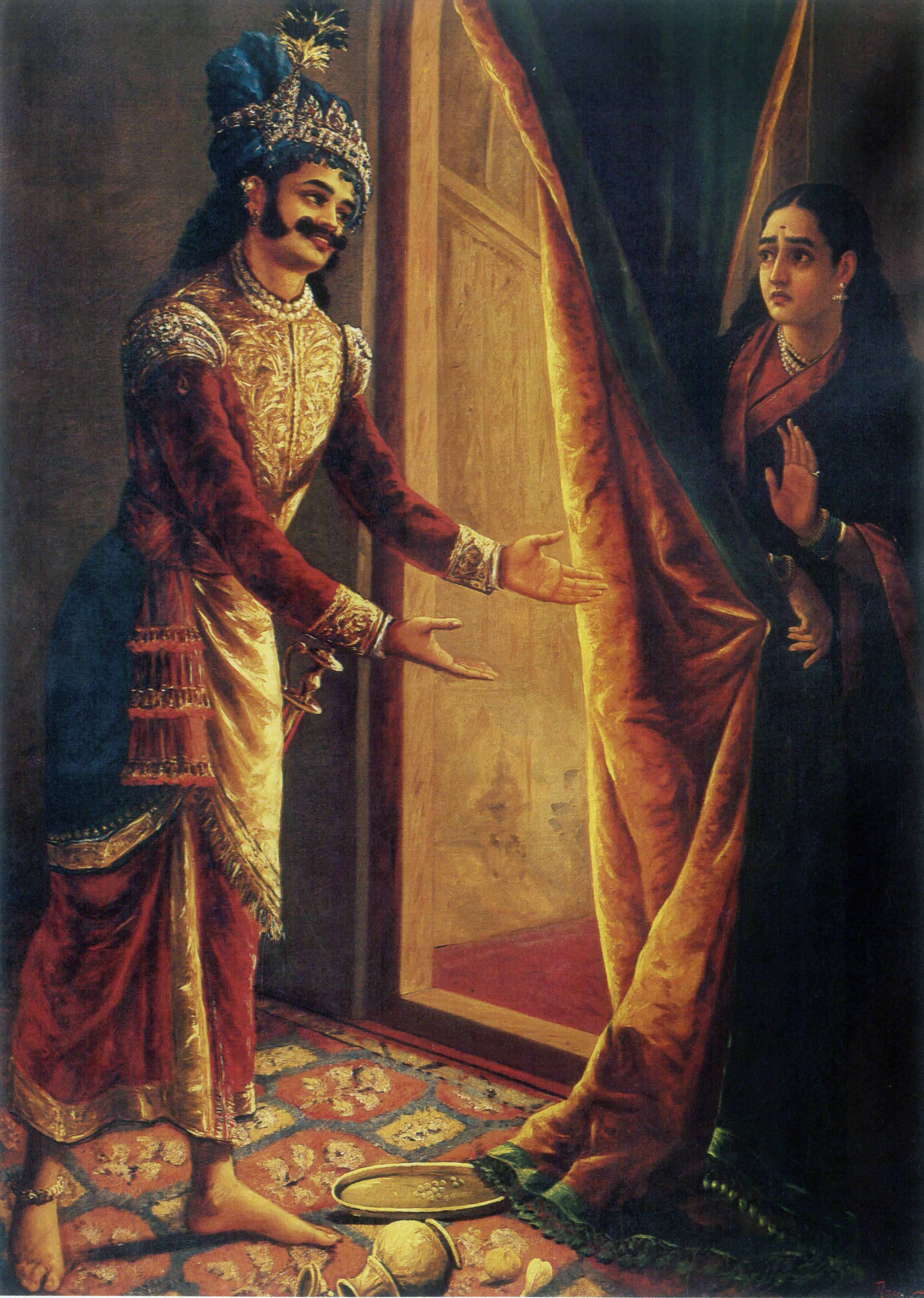
Pintura de Keechaka y Draupadi por Raja Ravi Varma.

R. Nataraja Mudaliar, un concesionario de automóviles que vivía en Madrás, desarrolló un interés en las películas después de ver la película mitológica de 1913 de Dhundiraj Govind Phalke, Raja Harishchandra en el teatro Gaiety de Madrás. Luego, el primero aprendió los conceptos básicos de la fotografía y la realización cinematográfica de Stewart Smith, un director de fotografía británico afincado en Poona que había trabajado en un documental que narraba el virreinato de Lord Curzon (1899-1905). Nataraja Mudaliar compró una cámara e impresora óptica Williamson de 35 mm de Mooppanar, un rico terrateniente con sede en Thanjavur, por ₹ 1800. En 1915, fundó India Film Company, que fue la primera productora del sur de la India. Luego estableció un estudio cinematográfico en Miller's Road en Purasawalkam con la ayuda de socios comerciales que invirtieron en su casa de producción.
Nataraja Mudaliar buscó el consejo de su amigo, el artista teatral Pammal Sambandha Mudaliar, quien sugirió que representara la historia de Draupadi y Keechaka del segmento Virata Parva de la epopeya hindú Mahabharata. Algunos de los familiares de Nataraja Mudaliar se opusieron, sintiendo que era una historia inapropiada para su emprendimiento debut, pero Sambandha Mudaliar lo persuadió de continuar con la realización de la película ya que el público estaba familiarizado con la historia. El abogado C. Rangavadivelu, amigo cercano de Nataraja Mudaliar, lo ayudó a escribir el guion, ya que este último no era un escritor de profesión. Las pinturas de Raja Ravi Varma proporcionaron a Nataraja Mudaliar una fuente de inspiración para recrear la historia en celuloide. Nataraja Mudaliar eligió a los actores de teatro Raju Mudaliar y Jeevarathnam como Keechaka y Draupadi, respectivamente.

## Rodaje
Keechaka Vadham fue filmada con un presupuesto de ₹ 35 000 (aproximadamente $ 2700 en 1917), que era bastante caro en ese momento. El rodaje comenzó en 1916-1917, y la película se rodó durante 35 a 37 días. Nataraja Mudaliar importó el material cinematográfico de Londres con la ayuda de un inglés llamado Carpenter, que trabajaba para la división de Bombay de la empresa de tecnología fotográfica Kodak. El historiador de cine Randor Guy señaló en su libro de 1997 Starlight Starbright: The Early Tamil Cinema que se usó un delgado trozo de tela blanca como techo para filmar y la luz solar se filtró a través del piso. Rangavadivelu también tenía experiencia en interpretar papeles femeninos en el escenario del Suguna Vilasa Sabha, y entrenó a los artistas en el set. La producción, la cinematografía y la edición de la película estuvieron a cargo del propio Nataraja Mudaliar.
La película se rodó a una velocidad de 16 fotogramas por segundo, que era la velocidad estándar para una película muda, en la India Film Company, con intertítulos en inglés, tamil e hindi. Los intertítulos en tamil e hindi fueron escritos por Sambandha Mudaliar y Devdas Gandhi respectivamente, mientras que Nataraja Mudaliar escribió los intertítulos en inglés él mismo con la ayuda de Guruswami Mudaliar y Thiruvengada Mudaliar, un profesor del Pachaiyappa's College.
Keechaka Vadham fue la primera película realizada en el sur de la India; como el elenco era tamil, también es la primera película tamil. Según Guy, Nataraja Mudaliar estableció un laboratorio en Bangalore para procesar los negativos de películas, ya que no había laboratorio de películas en Madrás. Nataraja Mudaliar creía que el clima más frío de Bangalore «sería bueno para sus películas expuestas»; procesaba los negativos de la película allí todos los fines de semana y regresaba el lunes por la mañana para reanudar la filmación. La longitud final del carrete de la película fue de 6000 pies o 1800 m.

## Lanzamiento, recepción y legado
Según Muthiah, Keechaka Vadham se estrenó por primera vez en el Elphinstone Theatre en Madrás; la película obtuvo ₹ 50 000 (aproximadamente $ 3850 en 1917) después de ser proyectada en India, Birmania, Ceilán, los Estados Malayos Federados y Singapur. La película rindió 15 000 rupias (unos 1155 dólares en 1917), que Muthiah señaló que era una «buena ganancia en esos días». El escritor Firoze Rangoonwalla señala que un crítico de The Mail de Madrás elogió la película: «Ha sido preparada con mucho mimo y está atrayendo casas llenas». Guy señaló que con el éxito comercial y de crítica de la película, Nataraja Mudaliar había «creado la historia». Dado que no se sabe que haya sobrevivido ninguna impresión, parece ser una película perdida.
El éxito de Keechaka Vadham inspiró a Nataraja Mudaliar a realizar una serie de películas: Draupadi Vastrapaharanam (1918), Lava Kusa (1919), Shiva Leela (1919), Rukmini Satyabhama (1922) y Mahi Ravana (1923). Se retiró del cine en 1923 después de que un incendio mató a su hijo y destruyó su casa de producción. Nataraja Mudaliar es ampliamente considerado como «el padre del cine tamil», y sus películas ayudaron a sentar las bases de la industria cinematográfica del sur de la India; sus obras inspiraron a Raghupathi Surya Prakasa, hijo de Raghupathi Venkaiah Naidu, y J. C. Daniel.

### Libros
- Baskaran, S. Theodore (2013) [1996]. The Eye of the Serpent: An Introduction To Tamil Cinema (en inglés). Chennai: Westland Books. ISBN 978-93-83260-74-4. (requiere suscripción).
- Buck, William (2000). Mahabharata (en inglés). Delhi: Motilal Banarsidass Publications. ISBN 978-81-2081-719-7.
- Chabria, Suresh (2005). «Mudaliar, R. Nataraja».  En Abel, Richard, ed. Encyclopaedia of Hindi Cinema (en inglés). Abingdon-on-Thames: Taylor & Francis. ISBN 978-0-415-23440-5.
- Guy, Randor (1997). Starlight, Starbright: The Early Tamil Cinema (en inglés). Chennai: Amra Publishers. OCLC 52794531.
- Jacobsen, Knut A. (2015). Routledge Handbook of Contemporary India (en inglés). Abingdon-on-Thames: Routledge. ISBN 978-1-317-40358-6.
- Lakshmi, C. S. (2004). The Unhurried City: Writings on Chennai (en inglés). Londres: Penguin Books. ISBN 978-0-14-303026-3.
- Pattanaik, Devdutt (2010). Jaya: An Illustrated Retelling of the Mahabharata (en inglés). Londres: Penguin Books. ISBN 978-0-14-310425-4.
- Pinto, Jerry; Srivastava, Rahul (2008). Talk of the Town. Londres: Penguin Books. ISBN 978-0-14-333013-4.
- Rajadhyaksha, Ashish; Willemen, Paul (2014) [1999]. Encyclopedia of Indian Cinema (en inglés). Abingdon-on-Thames: Routledge. ISBN 978-1-135-94318-9.
- Rangoonwalla, Firoze (2003). «1896–1930: The Early Days».  En Gulzar; Nihalani, Govind; Chatterjee, Saibal, eds. Encyclopaedia of Hindi Cinema (en inglés). Bombay: Enciclopedia Británica, Popular Prakashan. ISBN 978-81-7991-066-5.
- Thoraval, Yves (2000). The cinemas of India (en inglés). Londres: Macmillan Publishers. ISBN 978-0-333-93410-4.
- Velayutham, Selvaraj (2008). Tamil Cinema: The Cultural Politics of India's other Film Industry (en inglés). Abingdon-on-Thames: Taylor & Francis. ISBN 978-0-203-93037-3.

### Periódicos
- Baskaran, S. Theodore (Septiembre de 2011). «How old is Tamil Cinema?». Madras Musings (en inglés) XXI (10). Archivado desde el original el 28 de octubre de 2015. Consultado el 28 de octubre de 2015.
- Baskaran, S. Theodore (30 de enero de 2016). «From the shadows into the limelight». The Hindu (en inglés). Archivado desde el original el 3 de abril de 2017. Consultado el 6 de abril de 2017.
- Guy, Randor (10 de julio de 2000). «The stamp of honour». The Hindu (en inglés). Archivado desde el original el 18 de septiembre de 2015. Consultado el 30 de junio de 2011.
- Guy, Randor (9 de mayo de 2002). «Remembering a pioneer». The Hindu (en inglés). Archivado desde el original el 18 de septiembre de 2015. Consultado el 29 de junio de 2011.
- Guy, Randor (Diciembre de 2007). «A Miller's Road Film Pioneer». Madras Musings (en inglés) XVII (16). p. 6. Archivado desde el original el 28 de octubre de 2015. Consultado el 28 de octubre de 2015.
- Guy, Randor (5 de octubre de 2013). «The forgotten heroes». The Hindu (en inglés). Archivado desde el original el 18 de septiembre de 2015. Consultado el 6 de octubre de 2013.
- Madhavan, Pradeep (22 de agosto de 2014). «சென்னையும் சினிமாவும்: குதிரைகள் தயவால் உருவான கோடம்பாக்கம்!» [Chennai y el cine: Kodambakkam, ¡un lugar creado por la gracia de los caballos!]. Hindu Tamil Thisai (en tamil). Archivado desde el original el 16 de abril de 2021. Consultado el 16 de abril de 2021.
- «He Founded the Motion Picture Industry in South India». The Madras Mail (en inglés). 24 de diciembre de 1936.
- Muthiah, S. (7 de septiembre de 2009). «The pioneer 'Tamil' film-maker». The Hindu (en inglés). Archivado desde el original el 18 de septiembre de 2015. Consultado el 29 de junio de 2011.
- Roy, Anjan (4 de junio de 2013). «The mystery of India's purchasing power parity». The Shillong Times (en inglés). Archivado desde el original el 5 de enero de 2017. Consultado el 29 de octubre de 2015.
- Subramanian, Anupama (29 de mayo de 2013). «Classics must be preserved, says B. Mahendra». Deccan Chronicle (en inglés). Archivado desde el original el 28 de octubre de 2015. Consultado el 5 de junio de 2013.
- Suganth, M. (2 de marzo de 2012). «Black and white films in Kollywood». The Times of India (en inglés). Archivado desde el original el 1 de marzo de 2018. Consultado el 25 de noviembre de 2012.
- Thakur, Atul (1 de mayo de 2010). «Gone Forever». The Times of India (en inglés). Archivado desde el original el 21 de enero de 2018. Consultado el 29 de junio de 2011.
- Venkatesan, Deepa (22 de agosto de 2014). «Madras Day: Tracing a city's transformation as Chennai turns 375». Daily News and Analysis (en inglés). Archivado desde el original el 5 de enero de 2017. Consultado el 28 de octubre de 2015.

### Sitios web
- Balakrishnan, V. (12 de agosto de 2015). «தமிழ் சினிமா முன்னோடிகள் (4) : ஆர். நடராஜ முதலியார்» [Pioneros del cine tamil (4): R. Nataraja Mudaliar]. Ananda Vikatan (en tamil). Archivado desde el original el 9 de marzo de 2018. Consultado el 9 de marzo de 2018.
- Film News Anandan (26 de febrero de 1998). «Tamil Cinema History – The Early Days». Indolink (en inglés). Archivado desde el original el 28 de octubre de 2015. Consultado el 28 de octubre de.
- Vats, Rohit (1 de marzo de 2013). «100 Years of Indian Cinema: The founding fathers». CNN-News18 (en inglés). Archivado desde el original el 5 de enero de 2017. Consultado el 24 de abril de 2016.